# South Norfolk
South Norfolk ist ein District in der Grafschaft Norfolk in England. Verwaltungssitz ist Long Stratton; weitere bedeutende Orte sind Brooke, Costessey, Diss, Loddon, Mulbarton, Newton Flotman, Poringland, Pulham Market und Wymondham.
Der Bezirk wurde am 1. April 1974 gebildet und entstand aus der Fusion der Urban Districts Diss und Wymondham sowie die Rural Districts Deepwade, Forehoe and Henstead und Loddon.
Koordinaten: 52° 30′ N, 1° 14′ O